# Controvèrsia de la circumcisió al cristianisme primitiu

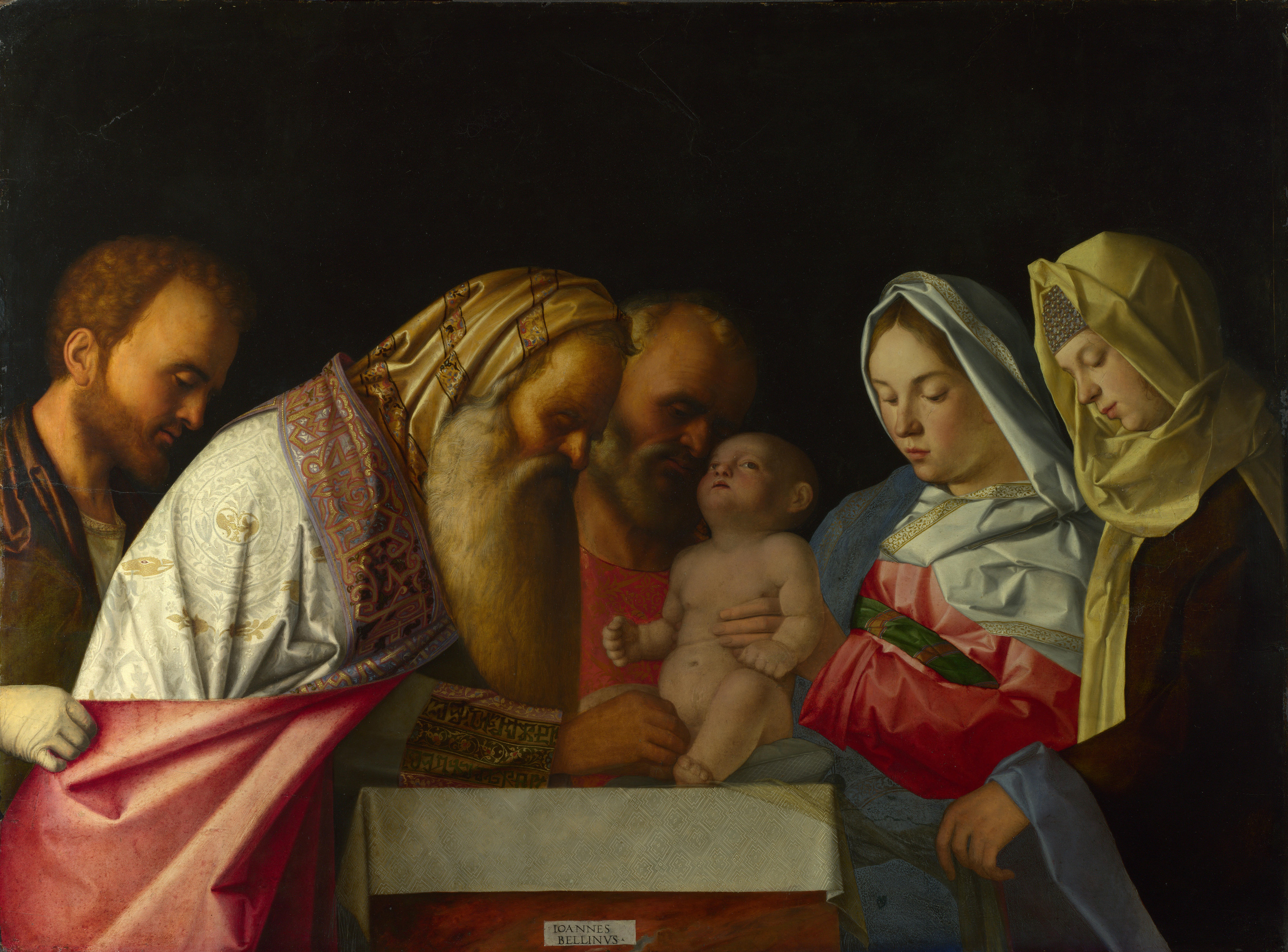
Circumcisió de Jesús.

El Concili de Jerusalem durant el període apostòlic de la història del cristianisme no incloïa la circumcisió masculina religiosa com a requisit per als nous gentils conversos. Això és conegut com el «Decret Apostòlic» i pot ser un dels primers actes de separació del cristianisme primitiu del judaisme. La circumcisió es va imposar sobre el patriarca bíblic Abraham, els seus descendents i els seus serfs com un «símbol de l'Aliança», culminada amb ell per Déu per a totes les generacions, com un «pacte etern».

## Bases del judaisme
Hi ha tot de referències a la Bíblia hebrea a l'obligació de la circumcisió. Per exemple, a Levític 12:3 s'hi diu:
I al vuitè dia el nen serà circumcidat.
I els no circumcidats han de ser aïllats del pacte a Gènesi 17:14:
I l'home incircumcís, el qui no hagi estat circumcidat la carn del seu prepuci, aquella persona serà apartada del seu poble; ha violat el meu pacte.
Durant el segle i aC hi hagué una controvèrsia en relació amb si un prosèlit al judaisme que ja fou circumcidat havia de ser ritualment re-circumcidat. Això es fa a través d'una punxada, per crear una gota de sang i encara es practica en l'actualitat.
Una controvèrsia semblant entre els xammaites i els hil·lelites es dona (Shab. 137a) respecte d'un prosèlit nascut circumcidat: els primers exigien el vessament d'una gota de sang de l'aliança; els segons declaraven que no calia. El punt de vista rigorós xammaita expressat al Llibre dels Jubileus (Ic «al lloc citat»), es va imposar a l'època del rei Joan Hircà I, qui obligà el ritu d'Abraham sobre els idumeus, i a la del rei Aristòbul I, qui feu que els itureus patissin la circumcisió (Flavi Josep, Antiguitats judaiques, xiii, 9, § 1; 11, § 3). Segons Ester 8:17, Septuaginta, els perses que, per temor als jueus després de la derrota d'Aman, «es convertiren en jueus», foren circumcidats.

## El judaisme del segle I i II dC
Les fonts jueves varien sobre si la circumcisió dels prosèlits era una pràctica universal en temps dels Tanaim:
La qüestió entre els zelotes i els partits liberals respecte de la circumcisió de prosèlits es va mantenir oberta en temps dels Tanaim.
El desacord se centra en la correcció de passatges contradictoris del Talmud de Babilònia i el Talmud de Jerusalem, el passatge dels quals és més antic:
B. Yevamot 46a es resumeix de la següent manera: el rabí Joshua diu que si un prosèlit se submergeix però no és circumcidat això és vàlid, a causa que les nostres mares són immerses però no circumcidades. El rabí Eliezer diu el contrari, perquè així és trobat amb respecte als nostres pares. Tanmateix, els savis diuen que ambdós són necessaris.
P. Quiddushin 3:12 (3:14, 64d) es resumeix de la següent manera: el rabí Eliezer diu que només cal la circumcisió, el mateix que a B. Yevamot 46a. El rabí Joshua diu que ambdós són necessaris.
Durant els temps dels Tanaim hi havia semi-conversos no circumcidats, els «temorosos de Déu» i els «gentils justos».

## La Llei de Moisès al cristianisme primitiu
Tot de diferències i de disputes semblants van sorgir al cristianisme primerenc, però les més importants eren les controvèrsies sobre el lloc de la llei mosaica o l'Antic Pacte al cristianisme. Això és particularment notable a la segona meitat del segle i, quan la controvèrsia sobre la circumcisió va començar a aparèixer. Alister McGrath, un defensor de la paleo-ortodòxia, afirma que molts dels cristians jueus eren totalment fidels jueus religiosos, només diferenciant-se per la seva acceptació de Jesús com el Messies. Per tant, ells creien que la circumcisió i d'altres requisits de la llei mosaica eren necessaris per a la salvació. Els qui estaven a la comunitat cristiana i insistien que la llei bíblica, incloses les lleis sobre la circumcisió, continuaven aplicant-se als cristians foren pejorativament etiquetats de «judaïtzants» pels seus opositors i criticats per ser elitistes i legalistes.

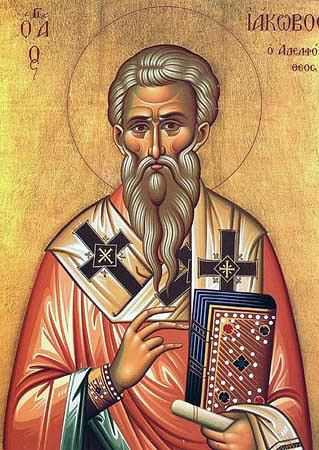
Imatge de Jaume el Just, qui emeté el Decret Apostòlic (Fets 15:19-21) al Concili de Jerusalem, c. 50 dC

El Concili de Jerusalem, sobre el 50 dC, fou la primera reunió al cristianisme primitiu cridada a considerar l'aplicació de la Llei de Moisès a la nova comunitat. En concret, s'hi hagué de considerar si els nous gentils conversos al cristianisme serien obligats a sotmetre's a la circumcisió per poder ser membres de ple dret a la comunitat cristiana, però eren conscients que la qüestió tenia implicacions més àmplies, atès que la circumcisió és el signe «etern» del Pacte d'Abraham. La cultura jueva encara estava tractant de trobar el seu lloc a la més dominant cultura hel·lenística, que trobava la circumcisió repulsiva.
La decisió del Consell, anomenat el Decret Apostòlic, fou que la majoria de la llei mosaica, incloent-hi el requisit de la circumcisió dels homes, no era obligatori per als gentils conversos, amb la finalitat de facilitar els predicadors judeocristians per induir a les perspectives dels gentils a unir-se al moviment cristià. El Concili feu retenir les prohibicions contra el consum de carn que contenen sang o carn d'animals morts incorrectament, i en contra de la «fornicació» i l'«adoració d'ídols». Hi ha una idea que «estrangulada» i «sang» als texts es refereixen a les condicions de prepuci: la parafimosi i el fre trencat, respectivament. A partir d'Agustí d'Hipona, molts han vist una connexió amb les Set lleis dels fills de Noè, mentre que alguns estudiosos moderns rebutgen qualsevol connexió i al seu lloc veuen el Levític 17-18 com a base.
El Decret fou un dels primers actes que va diferenciar l'Església primitiva del judaisme, malgrat una disputa semblant es duia a terme alhora en el judaisme, però que arribà a una conclusió contrària.